# Backstreet's Back
Backstreet's Back es el segundo álbum de la banda estadounidense de pop Backstreet Boys. Fue lanzado al mercado internacionalmente el 6 de octubre de 1997, excepto en los Estados Unidos. Fue continuación de su exitoso álbum debut homónimo. Algunas canciones de este álbum, y el lanzamiento anterior fueron compiladas en un segundo álbum homónimo cuyo lanzamiento coincidió con este álbum (exclusivo para Estados Unidos). Hubo algunas pequeñas diferencias entre las versiones de canciones lanzadas en este álbum y el álbum estadounidense. También fue un "disco compacto". La primera canción grabada para este álbum fue una versión de "Set Adrift On Memory Bliss" (original de P.M. Dawn) en 1996 junto con "If You Stay", que no estuvo en el listado de canciones de este álbum. Los tres sencillos lanzados de este disco se convirtieron en los tres sencillos más exitosos.

## Lista de canciones
Este álbum, como ha sido común con álbumes de Backstreet Boys, tuvo diferentes canciones en varios mercados. La edición holandesa (Europea) es generalmente considerada un listado de canciones "estándar" para este álbum. Los temas extra en este álbum, a diferencia del primer álbum internacional, se dispersaron en la lista de canciones en lugar de ser agregradas al final del álbum. (Por ejemplo: un bonus track como la cuarta canción sacaría a "That's the Way I Like It" al número quinto, y así seguiría.) "Who Do You Love" fue la canción presentada y promocionada como un adelanto para el álbum antes de la fecha de lanzamiento. También se confirmó para estar en el álbum, pero nunca hizo un corte final. La canción fue mostrada en el VHS/DVD, A Night Out With the Backstreet Boys, como también otros medios de comunicación y conciertos.
- Edición estándar

| Backstreet Back |                                                           |                                             |          |  |
| N.º             | Título                                                    | Escritor(es)                                | Duración |  |
| 1.              | «Everybody (Backstreet's Back)»                           | Denniz Pop, Max Martin                      | 3:44     |  |
| 2.              | «As Long as You Love Me»                                  | Max Martin                                  | 3:40     |  |
| 3.              | «All I Have To Give»                                      | Full Force                                  | 4:37     |  |
| 4.              | «That's the Way I Like It»                                | Denniz PoP, Max Martin, Herbert Crichlow    | 3:40     |  |
| 5.              | «10,000 Promises»                                         | Max Martin                                  | 4:00     |  |
| 6.              | «Like a Child»                                            | Fitz Gerald Scott                           | 5:05     |  |
| 7.              | «Hey, Mr. D.J. (Keep Playin' This Song)»                  | Timmy Allen, Larry Campbell, Jolyon Skinner | 4:25     |  |
| 8.              | «Set Adrift on Memory Bliss»                              | Attrell Cordes, Gary James Kemp             | 3:40     |  |
| 9.              | «That's What She Said»                                    | Brian Littrell                              | 4:05     |  |
| 10.             | «If You Want It to Be Good Girl (Get Yourself a Bad Boy)» | R.J. Lange                                  | 4:47     |  |
| 11.             | «If I Don't Have You»                                     | Gary Baker, Wayne Perry, Timmy Allen        | 4:35     |  |

| Bonus Track Internacionales |                                                           |                              |          |  |
| N.º                         | Título                                                    | Música                       | Duración |  |
| 12.                         | «Anywhere for You»                                        | Baker, Perry                 | 4:42     |  |
| 13.                         | «Missing You»                                             | Tetsuya Komuro               | 4:31     |  |
| 14.                         | «All I Have to Give» (The Conversation Mix)               | Full Force                   | 4:46     |  |
| 15.                         | «Everybody» (Matty's Club Mix)                            | Denniz PoP, Max Martin       | 6:25     |  |
| 16.                         | «Christmas Time»                                          | Renn, Skinner                | 4:07     |  |
| 17.                         | «As Long as You Love Me» (Versión Unplugged)              | Max Martin                   | 3:32     |  |
| 18.                         | «Quit Playing Games (With My Heart)» (E-Smoove Vocal Mix) | Max Martin, Herbert Crichlow | 6:47     |  |

## Listas
| Lista de álbumes(1997-1998) | Posición máxima |
| --------------------------- | --------------- |
| Australia ARIA              | 2               |
| Austria                     | 1               |
| Bélgica Flamenca            | 1               |
| Bélgica Valona              | 1               |
| Canadá                      | 1               |
| Dinamarca                   | 1               |
| Holanda                     | 1               |
| Europa Top 100              | 1               |
| Francia SNEP                | 22              |
| Finlandia                   | 1               |
| Alemania                    | 1               |
| Hungría                     | 1               |
| Japón                       | 23              |
| Nueva Zelanda RIANZ         | 2               |
| Noruega                     | 1               |
| Suecia                      | 1               |
| Suiza                       | 1               |
| Reino Unido                 | 2               |

### Certificaciones
| País         | Proveedores | Certificación  | Ventas o envíos |
| ------------ | ----------- | -------------- | --------------- |
| Argentina    | CAPIF       | 5× Platino     | 300.000+        |
| Australia    | ARIA        | 5× Platino     | 350.000+        |
| Austria      | IFPI        | Platino        | 50.000+         |
| Bélgica      | IFPI        | 2× Platino     | 100.000+        |
| Brasil       | ABPD        | 2× Platino     | 500.000+        |
| Canadá       | CRIA        | Diamante       | 1.048.000+      |
| Europa       | IFPI        | 5× Platino     | 7.000.000+      |
| Finlandia    | IFPI        | Platino        | 49.334          |
| Francia      | SNEP        | Oro            | 100.000+        |
| Alemania     | BVMI        | 2× Platino     | 1.000.000+      |
| Hong Kong    | IFPI        | Platino        | 20.000+         |
| México       | AMPF        | 1× Platino/Oro | 350.000+        |
| Países Bajos | IFPI        | 2× Platino     | 200.000+        |
| Polonia      | ZPA         | Platino        | 100.000+        |
| Suecia       | IFPI        | 2× Platino     | 160.000+        |
| Suiza        | IFPI        | 2× Platino     | 100.000+        |
| Reino Unido  | BPI         | 2× Platino     | 900.000+        |

Nota: Las certificaciones para Dinamarca y Nueva Zelanda no son conocidas porque estos países comenzaron a certificar álbumes desde 1999 y 2000 respectivamente.